# 倉田徹
倉田徹（日语：／ Kurata Tōru；1975年—），日本政治學者，知名香港研究專家，現任立教大學教授。早年於東京大學教養學部取得學士學位，專研亞洲社會文化，後來於同大學綜合文化研究科地域文化研究専攻博士。操流利廣東話，並於政治人物區諾軒和張秀賢為好友。
妻子為當年東京大學研究院的同學、現東京外國語大學教授倉田明子。

## 著作
- 與鹿島正裕、古畑徹共編：『国際学への扉──異文化との共生に向けて』〔三訂版〕（2020年）
- 與周保松、石井知章共著：『香港雨傘運動と市民的不服従 「一国二制度」のゆくえ』（2020年）
- 編著：『香港の過去・現在・未来―東アジアのフロンティア』（2016年）
- 與倉田明子共編：『香港危機の深層 「逃亡犯条例」改正問題と「一国二制度」のゆくえ』（2019年）
- 與吉川雅之共編：『香港を知るための60章』（2016年）
- 與張彧暋共著：『香港 中国と向き合う自由都市』（2015年）
- 『中国返還後の香港―「小さな冷戦」と一国二制度の展開―』（2009年）

## 外部連結
- Facebook （页面存档备份，存于）